# Live at Leeds
| 전문가 평가                   | 전문가 평가 |
| 평가 점수                     | 평가 점수   |
| 출처                          | 점수        |
| ----------------------------- | ----------- |
| AllMusic                      | [ 4 ]       |
| Blender                       | [ 5 ]       |
| Christgau's Record Guide      | B           |
| Entertainment Weekly          | A+          |
| Mojo                          | [ 8 ]       |
| Q                             | [ 8 ]       |
| The Rolling Stone Album Guide | [ 9 ]       |
| Uncut                         | [ 8 ]       |

《Live at Leeds》는 영국의 록 밴드 더 후의 첫 라이브 음반이다. 이 음반은 1970년 2월 14일, 리즈 리팩토리 대학교에서 녹음되었으며, 로저 돌트리, 피트 타운젠드, 존 엔트위슬, 키스 문의 유명한 라인업으로 활발한 녹음과 공연을 하는 동안 발매된 유일한 라이브 음반이다.
더 후는 1969년 음반 《Tommy》를 따라갈 방법을 찾고 있었고, 그 음반을 지지하는 투어에서 몇 번의 쇼를 녹음했지만, 그 사운드가 마음에 들지 않았다. 그 결과, 그들은 리즈 대학에서 공연을 예약했고 다음날 헐 시청에서 공연을 예약했다. 특히 라이브 음반을 녹음하기 위해서였다. 리즈 쇼에서 6곡을 따냈고, 커버는 마치 해적판처럼 보이도록 눌렀다. 사운드는 《Tommy》와 상당히 달랐고 밴드의 라이브 쇼의 전형적인 하드 록 편곡이 특징이었다.
이 음반은 1970년 5월, 데카와 MCA가 영국에서 트랙과 폴리도르를 통해 미국에서 발매하였다. 여러 번 재발행되었으며 여러 가지 다른 형식으로 재발행되었다. 발매 이후, 《Live at Leeds》는 여러 음악 비평가들에 의해 역대 최고의 라이브 록 음반으로 꼽혀왔다.

## 배경
1960년대 말, 특히 1969년 5월에 《Tommy》를 발매한 후, 더 후는 많은 사람들에 의해 세계 최고의 라이브 록 배우 중 하나로 꼽혔다. 전기 작가 크리스 찰스워스는 "육감이 자리를 차지할 것 같았다"며 "대부분의 밴드들이 꿈만 꿀 수 있는 일종의 록 열반"으로 이끌었다. 이 밴드는 정기적으로 리허설과 투어를 하고 있었고, 타운젠드는 깁슨 SG 스페셜을 그의 주요 투어 악기로 사용하기로 결정했다. 이 악기는 그가 다른 기타보다 더 빨리 연주할 수 있게 해주었다. 그는 기타의 볼륨 조절만으로 다양한 톤을 얻을 수 있는 하이와트 앰프를 사용하기 시작했다.
이 그룹은 《Tommy》가 매니저 키트 램버트에 의해 "높은 예술"로 홍보된 것에 대해 우려했고 그들의 무대 쇼가 음반의 록 오페라 형식과 동등하게 중요하다고 생각했다. 이 그룹은 1969년 말 미국에서 일찍이 녹음된 콘서트에서 라이브 음반을 발매하고 싶다는 열망을 가지고 영국으로 돌아왔다. 그러나 타운젠드는 어떤 음반이 가장 좋은 음반이 될 것인지 결정하기 위해 누적된 모든 음반을 들을 수 있을지 망설였고 찰스워스에 따르면 사운드 엔지니어 밥 프리든에게 테이프를 태우라고 지시했다.

## 곡 목록
모든 곡들은 특별한 언급이 없는 한 피트 타운젠드에 의해 작사/작곡하였다.
| #  | 제목                 | 작사·작곡                    | 재생 시간 |
| -- | -------------------- | ---------------------------- | --------- |
| 1. | 〈Young Man Blues〉  | 모스 앨리슨                  | 4:46      |
| 2. | 〈Substitute〉       |                              | 2:10      |
| 3. | 〈Summertime Blues〉 | 제리 케이프하트, 에디 코크런 | 3:22      |
| 4. | 〈Shakin' All Over〉 | 조니 키드                    | 4:20      |

| #  | 제목              | 재생 시간 |
| -- | ----------------- | --------- |
| 1. | 〈My Generation〉 | 14:45     |
| 2. | 〈Magic Bus〉     | 7:57      |

## 인증
| 국가                       | 인증        | 판매량/출하량 |
| -------------------------- | ----------- | ------------- |
| 영국 (BPI)                 | 골드        | 100,000^      |
| 미국 (RIAA)                | 2× 플래티넘 | 2,000,000^    |
| ^출하량을 기반으로 한 인증 |             |               |